# Topic maps
Topic maps são instrumentos para a representação de mapas de conhecimento. Sua estrutura está formalizada como norma ISO 13250 e especificação XML Topic Maps.
Seu elemento básico é o tópico, nó que representa um conceito ou um elemento, que se relaciona com outros tópicos por meio de associações. O tópico também pode estar relacionado a ocorrências, recursos externos ao topic map. As características de um tópico são contextualizadas por meio do elemento escopo.
O topic map tem por função organizar conjuntos de recursos de informação por meio de uma ontologia. A separação entre essas duas dimensões (ontologia e recursos) permite o intercâmbio entre diversos topic maps e seu uso em vários repositórios.

## Mapas de conhecimento
Topic maps são similares às redes semânticas, mapas conceituais e mapas mentais em muitos aspectos, embora somente os topic maps estejam padronizados.
De forma geral, todos apresentam redes de conceitos (nós) interligados por relações (arcos). Os topic maps acrescentam a essa rede uma camada de recursos relevantes (ocorrências) aos tópicos/nós.

## Histórico
Em 1991 foi fundado o Davenport Group por fornecedores de sistemas UNIX para encontrar possíveis soluções para as inconsistências da documentação sobre o sistema operacional. Índices e glossários foram o ponto de partida para o desenvolvimento de uma estrutura que resolvesse aqueles problemas. Logo seus desenvolvedores perceberam que poderiam criar um mecanismo poderoso para organizar uma vasta quantidade de informação, mas não sabiam que isso iria demandar bastante tempo.
Quase dez anos depois, em 2000, foi publicada a ISO 13250, que utiliza a notação HyTime. Por isso a norma também é conhecida como HyTime Topic Maps (HyTM). Logo após, foi fundado o TopicMaps.Org para com a finalidade de se criar uma especificação em notação XML. Em 2001 foi publicada a XML Topic Maps (XTM).
A XTM foi criada para ser utilizada mais facilmente em ambiente Web, sendo que as diferenças básicas em relação à ISO 13250 são a notação em XML (menos complexa do que a SGML) e o uso de uma DTD (em vez de formas arquiteturais), além de algumas mudanças de conceitos (a faceta, por exemplo, não existe na XTM).
Estão em processo de formalização a Topic Map Constraint Language (TMCL), linguagem que trará parâmetros de validação e consistência à XTM, e a Topic Map Query Language (TMQL), linguagem de consulta.

## Conceitos principais

### Tópico
Tópico é o elemento essencial de um topic map. Ele representa um conceito, que pode ser (segundo a ISO 13250), qualquer coisa, seja ela o que for (assunto, pessoa, entidade etc.). Costuma-se dizer que um tópico é um objeto (object) que reifica um assunto (subject). Ou seja, é um termo que representa uma ideia.
Um tópico pode ter vários nomes (rótulos). Por exemplo, o tópico chamado mesa pode ser rotulado como table, já que ambas as palavras representam o mesmo conceito (pelo menos, num contexto genérico).

### Ocorrência
Ocorrência é a indicação para um recurso informacional de qualquer natureza (documento, comentário, citação, multimídia etc.) relevante a um tópico.

### Associação
Uma associação descreve uma relação entre tópicos. As relações entre tópicos podem ser de qualquer natureza (todo/parte, classe/indivíduo, processo/produto etc.).

### Escopo
O escopo fornece os contextos de uso válidos para as características de um tópico (a saber: seus nomes, ocorrências e funções nas associações).
Por exemplo, o tópico mesa poderá ser exibido como table no escopo língua inglesa, ou como ícone no escopo exibição em telefone celular.

### Published Subject Indicator
O PSI é um recurso (URI - Universal Resource Identifier) disponível publicamente e reconhecido por uma ampla comunidade. Serve para precisar o significado de um tópico, eliminando possível ambiguidade. O mecanismo de referenciação do PSI é importante para o processamento dos dados por máquina, principalmente quando esta mescla (funde) dois topic maps distintos.
Na fusão de dois topic maps, se dois tópicos possuem o mesmo PSI, esses tópicos serão fundidos, pois presume-se que ambos representam o mesmo conceito.

### Livros
- Lutz Maicher e Jack Park. Charting the Topic Maps Research and Applications Landscape, Springer, ISBN 3-540-32527-1.
- Jack Park e Sam Hunting. XML Topic Maps: Creating and Using Topic Maps for the Web, Addison-Wesley, ISBN 0-201-74960-2

### Padrões e especificações
- «ISO/IEC 13250 Topic Maps, segunda edição» (PDF) Arquivado em 24 de agosto de  2005, no Wayback Machine.
- «XML Topic Maps (XTM) 1.0»
- «TMAPI - Common Topic Map Application Programming Interface»

### Textos
- «Metadata? Thesauri? Taxonomies? Topic Maps! Making sense of it all» (em inglês)
- «The TAO of Topic Maps». (Considerado o texto clássico sobre topic maps - em inglês)
- «The Topic Maps Handbook» (PDF) (em inglês) Arquivado em 11 de maio de  2008, no Wayback Machine.
- «Towards knowledge organization with Topic Maps» (em inglês) Arquivado em 11 de maio de  2008, no Wayback Machine.

### Sites
- «International Conferences on Topic Maps Research and Applications (TMRA)»
- «topicmap.com»
- «Topicmaps.net»
- «Topic-Maps.org». (wiki) Arquivado em 25 de janeiro de  2006, no Wayback Machine.
- «xml.com»